# تجمع بدو بكثوت (المهرة)

تعديل مصدري - تعديل

تجمع بدو بكثوت هو "تجمع بدوي" في  مديرية المسيلة التابعة لمحافظة المهرة، بلغ تعداد سكانها 124 نسمة حسب تعداد اليمن لعام 2004.